# 龍円愛梨
龍円 愛梨（りゅうえん あいり、1977年3月31日 - ）は、日本の政治家。都民ファーストの会所属の東京都議会議員（3期）。テレビ朝日の元アナウンサー。議員登録名は、龍円 あいり。
1999年（平成11年）、法政大学卒業後にテレビ朝日に入社。入社後から2006年（平成18年）まではアナウンサー、2011年（平成23年）まで報道局社会部記者を務め、2011年12月末にテレビ朝日を退職した。父は政治学者で帝京大学名誉教授の龍円恵喜二。

## 経歴

### 生い立ち
父の留学先であったスウェーデンウプサラ県ウプサラ市で出生。名前はギリシアの女神アイリーンにちなんでつけられた。富士見丘女子高等学校、法政大学法学部卒業。大学在学中には出版社・経済界の編集部でアルバイトしていた。身長163.5cm。

### テレビ朝日社員として
大学卒業後の1999年テレビ朝日にアナウンサーとして入社。アナウンサー在職中は「朝いち!!やじうま」等の情報番組に出演する一方、バラエティ番組「『ぷっ』すま」で『○○が水着に着替えたら…』や『物件拝見トレジャーバトル』などの進行役を務めた。
2006年（平成18年）4月より、テレビ朝日報道局社会部に勤務するようになり、同年6月末をもって完全に同局社会部に異動となった。この事実は翌月までにテレビ朝日のウェブサイトでも公表され、出演していたテレビ番組「週刊おかずのクッキング」も同年8月いっぱいで降板した。
2011年（平成23年）まで報道記者として活動した後、同年12月29日付で12年間勤務したテレビ朝日を退社した。

### 私生活
テレビ朝日在職中の2011年（平成23年）に貿易商の男性と事実婚をして、同年12月末にテレビ朝日を退職後カリフォルニア州に移住してサドルバックカレッジへ留学し、同地にて2013年5月5日に第1子（長男）を出産。その後、長男がダウン症であることを公表。出産後間もなく異変を感じ、1か月後に宣告された時は泣き崩れたことを『AbemaPrime』（AbemaTV・2016年4月28日放送）出演時に明かしている。
2015年に帰国し、週一度ダウン症がある子と親が集う教室を都内で開催している。

### 政界進出
2016年10月から、第20代東京都知事の小池百合子が主宰する政治塾「希望の塾」に参加。2017年には、同塾を運営する地域政党・都民ファーストの会が、7月2日投・開票の東京都議会議員選挙で龍円を公認候補として渋谷区（定数2）に擁立することを発表した 2日の投票締め切り後当選確実となった。
2021年東京都議会議員選挙で再選。
2025年東京都議会議員選挙で3選。

## 人物
特技は幼少期から習っていたヴァイオリン。受験生時代は河合塾（駒場校）に通っており、英語の偏差値は70以上であったという。国際連合公用語英語検定B級。
父親は政治学者で帝京大学名誉教授の龍円恵喜二、祖父は更生保護事業をしていた龍円与佐吉。東亜仏教協会会長だった与佐吉は、1926年に佐世保の自宅を開放して収容保護事業を創設（現・財団法人佐世保更生保護会「白雲」）。妹が1人いる。

## 損害賠償請求訴訟
龍円がアナウンサーとなった1999年（平成11年）、出版社の講談社は、週刊誌『週刊現代』で、龍円が学生時代に六本木のランジェリーパブに勤務していたとする記事を掲載、また、同誌及び写真週刊誌『フライデー』には、水着姿の龍円の写真を無断で掲載した。
これにより「名誉を傷つけられた」として、龍円とテレビ朝日は講談社を提訴した。東京地方裁判所は「（龍円の）学生時代のアルバイトについての記事は公共の利害とかけ離れている」として記事の公共の利害性を否定、また風俗店勤務の記事は虚偽であると判定、2001年（平成13年）9月、損害賠償770万円の支払いと、週刊現代に謝罪広告を掲載することを講談社に命じた。問題となった雑誌記事の取材記者は、2000年2月に『週刊ポスト』で発覚した、当時読売巨人軍に在籍していた清原和博をめぐる捏造記事や、後の「堀江メール問題」（2006年）における仲介者などで知られる人物だった。

## アナウンサー時代の出演番組
- 内村プロデュース（2000年4月15日放送 「アシスタントオーディションをプロデュース」）
- ラジ朝アットモーニング
- やじうまワイド（2000年4月 - 2002年6月）
- ANNニュースフレッシュ
- 朝いち!!やじうま
- 週刊おかずのクッキング（2006年8月いっぱいで降板）
- 『ぷっ』すま
- マーメイド
- タッチアンサーズα（BS朝日、石井希和と隔週で担当）
- セレクションX

### 同期アナウンサー
- 武内絵美
- 進藤潤耶（経済部に異動）
- 富川悠太（2022年3月退社）
- 中丸徹（社会部に異動）